# بيلا ناغي
بيلا ناغي (بالرومانية: Béla Nagy)‏ هو لاعب هوكي الجليد روماني، ولد في 18 ديسمبر 1957 في ميركورا تشيوك في رومانيا.

## وصلات خارجية
- بيلا ناغي على موقع EliteProspects.com (الإنجليزية)
- بيلا ناغي على موقع Eurohockey.com (الإنجليزية)
- بيلا ناغي على موقع أوليمبيديا (الإنجليزية)